# Sojuz TMA-8

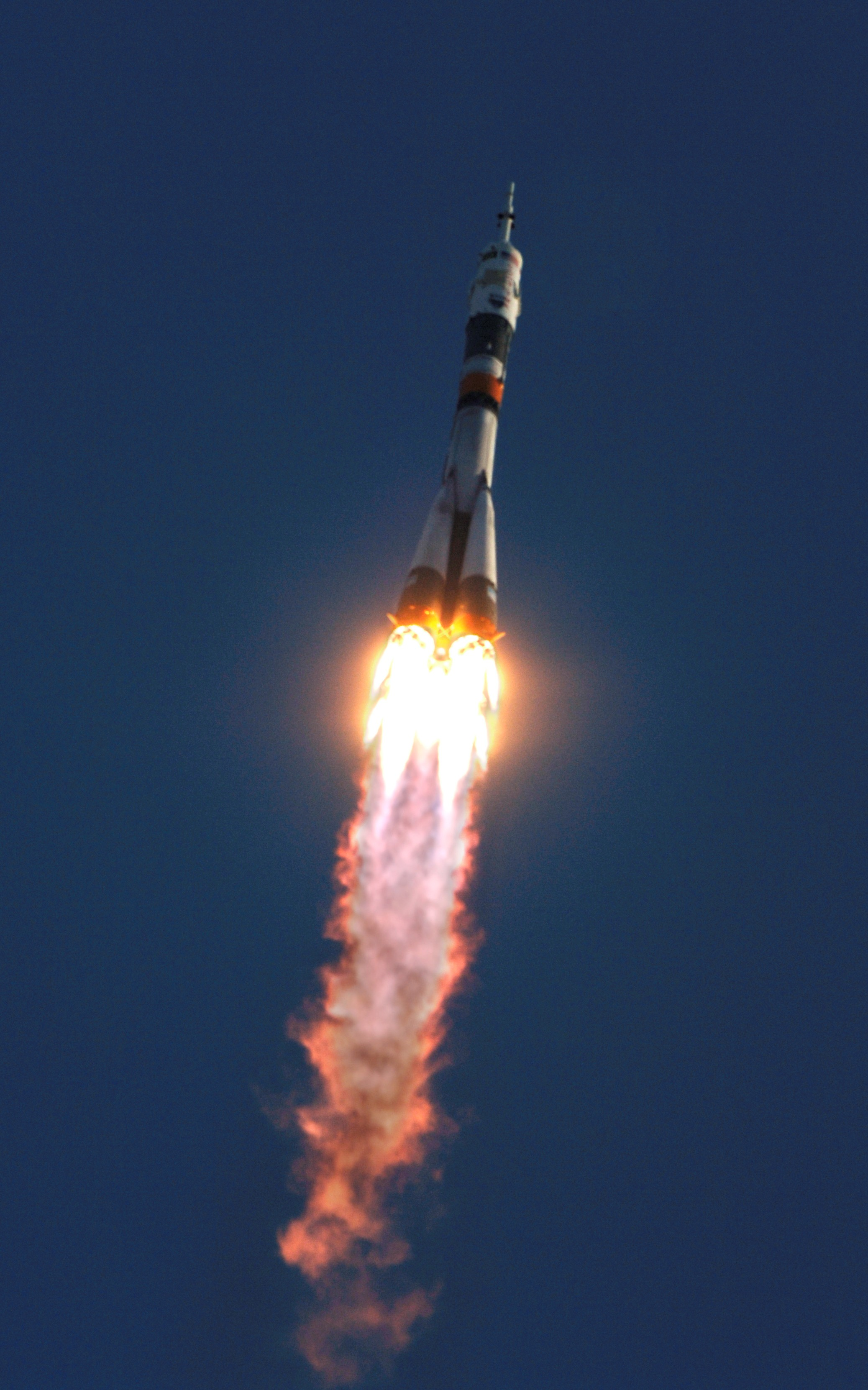
Lancio della Sojuz TMA-8

La Sojuz TMA-8 è stata la 29ª missione con equipaggio diretta verso la Stazione spaziale internazionale.

## Equipaggio
| Ruolo                | Equipaggio al lancio                                   | Equipaggio all'atterraggio                             |
| -------------------- | ------------------------------------------------------ | ------------------------------------------------------ |
| Comandante           | Pavel Vinogradov, Roscosmos Expedition 13 Secondo volo | Pavel Vinogradov, Roscosmos Expedition 13 Secondo volo |
| Ingegnere di volo    | Jeffrey Williams, NASA Expedition 13 Secondo volo      | Jeffrey Williams, NASA Expedition 13 Secondo volo      |
| Partecipante al volo | Marcos Pontes, AEB Primo volo                          | Anousheh Ansari, SA Turista Primo volo                 |

### Equipaggio di riserva
| Ruolo               | Equipaggio                 | Equipaggio                 |
| ------------------- | -------------------------- | -------------------------- |
| Comandante          | Fëdor Jurčichin, Roscosmos | Fëdor Jurčichin, Roscosmos |
| Ingegnere di volo 1 | Michael Fincke, NASA       | Michael Fincke, NASA       |
| Ingegnere di volo 2 | Sergej Volkov, Roscosmos   | Sergej Volkov, Roscosmos   |

## Parametri della missione
- Massa: 7.270 kg
- Perigeo: 200 km
- Apogeo: 241 km
- Inclinazione: 51,67°
- Periodo: 1 ora, 28 minuti e 34 secondi

### Attracco con l'ISS
- Aggancio all'ISS: 1º aprile 2006, 4:19 UTC (alla porta al nadir del modulo Zarja)
- Sgancio: 28 settembre 2006, 21:53 UTC (dalla porta al nadir del modulo Zarja)